# 정영민
정영민은 대한민국의 배우이다.

## 학력
- 동국대학교 문화예술대학원 연극예술학 석사

## 출연작

### 드라마
- 《영주》 (2016년, SBS) - 도치 역[3]
- 《후아유》 (2013년, tvN) - 양시온을 취조하는 형사 2 역
- 《유령》 (2012년, SBS)
- 《엄마도 예쁘다》 (2010년, KBS2)
- 《명가》 (2010년, KBS1)

### 뮤지컬
- 《사랑해도 될까요?》 (2014년) - 멀티남 역
- 《주그리 우스리》 (2014년) - 공벽산 역

### 연극
- 《야 너 나랑 결혼할래》 (2011년) - 진혁 역